# EDA-DOPO
EDA-DOPO ist als Reaktionsprodukt von DOPO mit Ethylendiamin ein neuartiges Phosphonamidat, das als hochwirksames halogenfreies Flammschutzmittel, insbesondere für Polyurethan-Schaumstoffe in den Markt gebracht wird.

## Herstellung
Der Phosphinsäureester DOPO muss zunächst durch Überführung in das Säurechlorid aktiviert werden, wobei verschiedene Chlorierungsmittel eingesetzt werden können. So nutzt die Atherton-Todd-Reaktion das cancerogene Tetrachlormethan zur Chlorierung von DOPO zu DOP-Cl (Route A.); die Methode ist jedoch wegen der Verwendung von CCl4 obsolet.
Mit Sulfurylchlorid (SO2Cl2) in Dichlormethan in Gegenwart von Triethylamin als Base werden Ausbeuten bis 85 % erzielt (bevorzugte Route B.), während mit der festen Trichlorisocyanursäure TCCA als Chlorierungsreagenz in Acetonitril als Lösungsmittel eine schlechtere Ausbeute von 74 % erreicht wird (Route C.). Das Produkt wird als 1:1-Diastereomerengemisch erhalten.

## Eigenschaften
EDA-DOPO ist ein Feststoff, der als weißes Kristallpulver anfällt und in Wasser kaum, in Chloroform wenig löslich ist. Die Verbindung ist thermisch außerordentlich stabil und beginnt sich erst bei Temperaturen oberhalb 350 °C zu zersetzen, was der räumlichen Abschirmung der labilen P-N-Bindung durch die Biphenyl-Strukturen zugeschrieben wird.
In-vitro-Tests lieferten bisher keine Hinweise auf neurotoxische, cytotoxische oder entzündungsfördernde Eigenschaften.

## Anwendungen
Die Vorstufe DOPO besitzt bereits brauchbare brandhemmende Eigenschaften, aber insbesondere für thermoplastisch verarbeitete Polymere eine zu niedrige Zersetzungstemperatur (< 200 °C). Die flammhemmende Wirkung von DOPO und seinen Derivaten wird auf die Bildung reaktiver Radikale vom Typ PO• und HPO• in der entstehenden Gasphase bei der Pyrolyse des Materials (engl. gas phase mechanism) zurückgeführt. Bei EDA-DOPO werden auch Synergien zwischen Stickstoff und Phosphor bei der flammhemmenden Wirkung diskutiert.
Aufgrund seiner hohen Schmelz- und Zersetzungstemperatur eignet sich EDA-DOPO als halogenfreies und bei verhältnismäßig niedrigen Zugabemengen (< 5 %) wirksames Flammschutzmittel für hochschmelzende thermoplastische und duroplastische Kunststoffe, wie Polyester oder Polyamide, wobei es nach dem allgemein anerkannten Entflammbarkeitstest UL 94 mit der Einstufung V0 als am wenigsten entflammbar klassifiziert wurde. 
Bei dem in jüngster Zeit forcierten Einsatz zur Flammschutzausrüstung von Polyurethan-Schäumen kann EDA-DOPO seine Wirksamkeit und sein  ökologisches und ökonomisches Profil unter Beweis stellen.
Zur optimalen Stabilisierung von Kunststoffe werden meist Gemische von Flammschutzmitteln mit unterschiedlichen Wirkmechanismen eingesetzt, wie z. B. Aluminiumhydroxid, roter Phosphor oder organische Verbindungen wie Radikalfänger, Antioxidantien oder Intumeszenzmaterialien, wie Ammoniumpolyphosphate.